# Luton Town Football Club 2012-2013
Questa voce raccoglie le informazioni riguardanti il Luton Town Football Club nelle competizioni ufficiali della stagione 2012-2013.

## Rosa 2012-2013
| N. |                          | Ruolo | Calciatore            |
| -- | ------------------------ | ----- | --------------------- |
| 1  | Inghilterra (bandiera)   | P     | Mark Tyler            |
| 2  | Inghilterra (bandiera)   | D     | Lathaniel Rowe-Turner |
| 4  | Inghilterra (bandiera)   | D     | Garry Richards        |
| 5  | Inghilterra (bandiera)   | D     | Dean Beckwith         |
| 6  | Ungheria (bandiera)      | D     | János Kovács          |
| 7  | Galles (bandiera)        | C     | Alex Lawless          |
| 8  | Inghilterra (bandiera)   | C     | Danny Spiller         |
| 9  | Inghilterra (bandiera)   | A     | Jon Shaw              |
| 10 | Inghilterra (bandiera)   | A     | Scott Rendell         |
| 11 | Galles (bandiera)        | C     | Jake Howells          |
| 12 | Inghilterra (bandiera)   | D     | Simon Ainge           |
| 13 | Galles (bandiera)        | A     | Stuart Fleetwood      |
| 14 | Guinea-Bissau (bandiera) | C     | Arnaud Mendy          |

| N. |                        | Ruolo | Calciatore    |
| -- | ---------------------- | ----- | ------------- |
| 16 | Inghilterra (bandiera) | D     | Alex Lacey    |
| 17 | Inghilterra (bandiera) | C     | JJ O'Donnell  |
| 18 | Iraq (bandiera)        | C     | Yaser Kasim   |
| 19 | Inghilterra (bandiera) | C     | James Dance   |
| 22 | Inghilterra (bandiera) | A     | Jake Robinson |
| 23 | Inghilterra (bandiera) | C     | Matt Robinson |
| 24 | Inghilterra (bandiera) | D     | Connor Essam  |
| 25 | Inghilterra (bandiera) | D     | Ronnie Henry  |
| 27 | Inghilterra (bandiera) | A     | Andre Gray    |
| 28 | Inghilterra (bandiera) | A     | Jake Woolley  |
| 29 | Inghilterra (bandiera) | A     | Dan Walker    |
| 32 | Inghilterra (bandiera) | A     | Alasan Ann    |
| 33 | Inghilterra (bandiera) | P     | Dean Brill    |